# Бошњаци у Словенији
Бошњака у Словенији према последњем попису из 2002. године, укупан број је износио 21.542, јер су чинили 1,6% укупног становништва Словеније. Према последњем попису, они су трећа највећа мањинска етничка група у Словенији, после Срба и Хрвата.

## Географија
Бошњаци у Словенији првенствено живе у главном граду Словеније; Љубљана. Постоји дисперзирана популација Бошњака која живи у различитим градовима и мјестима у Словенији, иако већина бира да живи у Љубљани. Многи Бошњаци су отишли из Словеније у друге западне земље и Босну. Бошњаци чине мали проценат становништва Словеније, међутим данас су многи Бошњаци задржали свој идентитет и културу.

## Историја
Током Првог светског рата, босанскохерцеговачка пјешадија састављен углавном од босанских Муслимана послата је да се бори на италијанском фронту. Један од војника који се ту борио био је и дечак Елез Дервишевић, најмлађи војник који се борио на Сочи у Првом светском рату. Елез је имао 11 година када је служио у Аустроугарској војсци. У Логу под Мангартом налази се њему посвећена статуа Елезовог оца.
Многи Бошњаци су емигрирали у Словенију из родне Босне од 1960-их, првенствено због економских фактора и шанси за боље запослење. Тада је примећено да већина опште словеначке популације презирно гледа на своје комшије из других југословенских република, али су међу осталима Бошњаци и Срби били најомраженији и најнепожељнији. Овакав начин размишљања наставио би се и након распада Југославије, пошто је Словенија била једина земља чланица ЕУ која се супротставила кандидатури Хрватске за пријем у ЕУ, упркос томе што Хрвати и Словенци историјски деле више културних и традиционалних вредности од било које друге јужне словенске нације (као што је то што су једине доминантне католичке нације у бившој Југославији). Словенци су Бошњаке груписали са Србима, Хрватима и Македонцима. Ове групе су се често називале južnjaki (јужњаци), ta spodni (они доле), čefurj и Švedi (Швеђани), све су имале негативне конотације.

## Религија
Данас су већина Бошњака претежно сунитски муслимани и придржавају се ханефијске школе мишљења, односно права, највеће и најстарије школе шеријата у јуриспруденцији унутар сунитског ислама.

## Значајни људи
- Кенан Бајрић, фудбалер
- Муамер Вугдалић, фудбалер
- Самир Хандановић, фудбалер
- Јасмин Хандановић, фудбалер
- Јасмин Куртић, фудбалер
- Едо Мурић, кошаркаш
- Дино Мурић, кошаркаш
- Мирза Бегић, кошаркаш
- Ален Омић, кошаркаш
- Емир Прелџић, кошаркаш
- Рашид Махалбашић, кошаркаш Аустрије
- Аднан Бешић, фудбалер
- Суад Филековић, фудбалер
- Фуад Газибеговић, фудбалер
- Хасан Ризвић, кошаркаш
- Арис Зарифовић, фудбалер
- Харис Вучкић, фудбалер
- Ален Вучкић, фудбалер
- Мирал Самарџић, фудбалер
- Беким Капић, фудбалер
- Амир Дервишевић, фудбалер
- Мустафа Бешић, бивши хокејаш
- Армин Бачиновић, фудбалер
- Јасмин Хукић, кошаркаш
- Теоман Алибеговић, бивши кошаркаш
- Амар Алибеговић, кошаркаш
- Амир Карић, фудбалер
- Свен Карич, фудбалер
- Селма Скендеровић, књижевница, пјесникиња